# Don't Lose My Number
Don't Lose My Number è una canzone di Phil Collins proveniente dal suo terzo album No Jacket Required.  Il singolo non fu pubblicato in Gran Bretagna, mentre si fermò alla posizione numero 4 negli Stati Uniti durante fine settembre del 1985. Il lato B, We Said Hello Goodbye fu pubblicato come traccia bonus nell'edizione CD di No Jacket Required.

## Storia
La canzone è indirizzata a qualcuno chiamato Billy che il cantante spera di trovare (sperando che Billy abbia il suo numero). Collins ha affermato che scrisse la maggior parte della canzone durante la registrazione del suo primo album da solista, Face Value. Collins ha inoltre dichiarato che il testo è del tutto improvvisato, e che persino lui non capisce appieno cosa significhi.

## Video musicale
Collins non sapeva quale tema usare per Don't Lose My Number quindi decise di creare un video che mostrava la sua decisione nello scegliere il tema giusto. Nel video originale Collins parla con diversi registi, che gli danno tutti cattive idee per il video. I loro suggerimenti permettono a Collins di parodiare molti video musicali dell'epoca, come ad esempio quelli di David Lee Roth (California Girls), Elton John (I'm Still Standing), The Police (Every Breath You Take), The Cars (You Might Think), ed anche film come Mad Max 2 e diversi film samurai e western.

## Tracce

### 7": Atlantic / 7-89536 (USA)
1. Don't Lose My Number
2. We Said Hello Goodbye

### 12": Atlantic / 0-86863 (USA)
1. Don't Lose My Number (Extended Mix)
2. Don't Lose My Number
3. We Said Hello Goodbye

### CD: WEA International / WPCR 2063 (Giappone)
1. Don't Lose My Number
2. We Said Hello Goodbye

## Formazione
- Phil Collins - voce, batteria
- Daryl Stuermer - chitarre
- Leland Sklar - basso
- David Frank - tastiere

## Classifiche
| Classifica (1985)                            | Posizione massima |
| -------------------------------------------- | ----------------- |
| U.S. Billboard Hot 100                       | 4                 |
| U.S. Billboard Hot Adult Contemporary Tracks | 25                |
| U.S. Billboard Hot Mainstream Rock Tracks    | 33                |